# Kreta-Mauereidechse
Die Kreta-Mauereidechse (Podarcis cretensis) gehört zur Gattung der Mauereidechsen (Podarcis) innerhalb der Familie der Echten Eidechsen (Lacertidae) und lebt auf Kreta. Sie galt lange Zeit als Unterart der Kykladen-Mauereidechse und wird nach Einordnung mancher Taxonomen immer noch zu dieser Art gestellt.

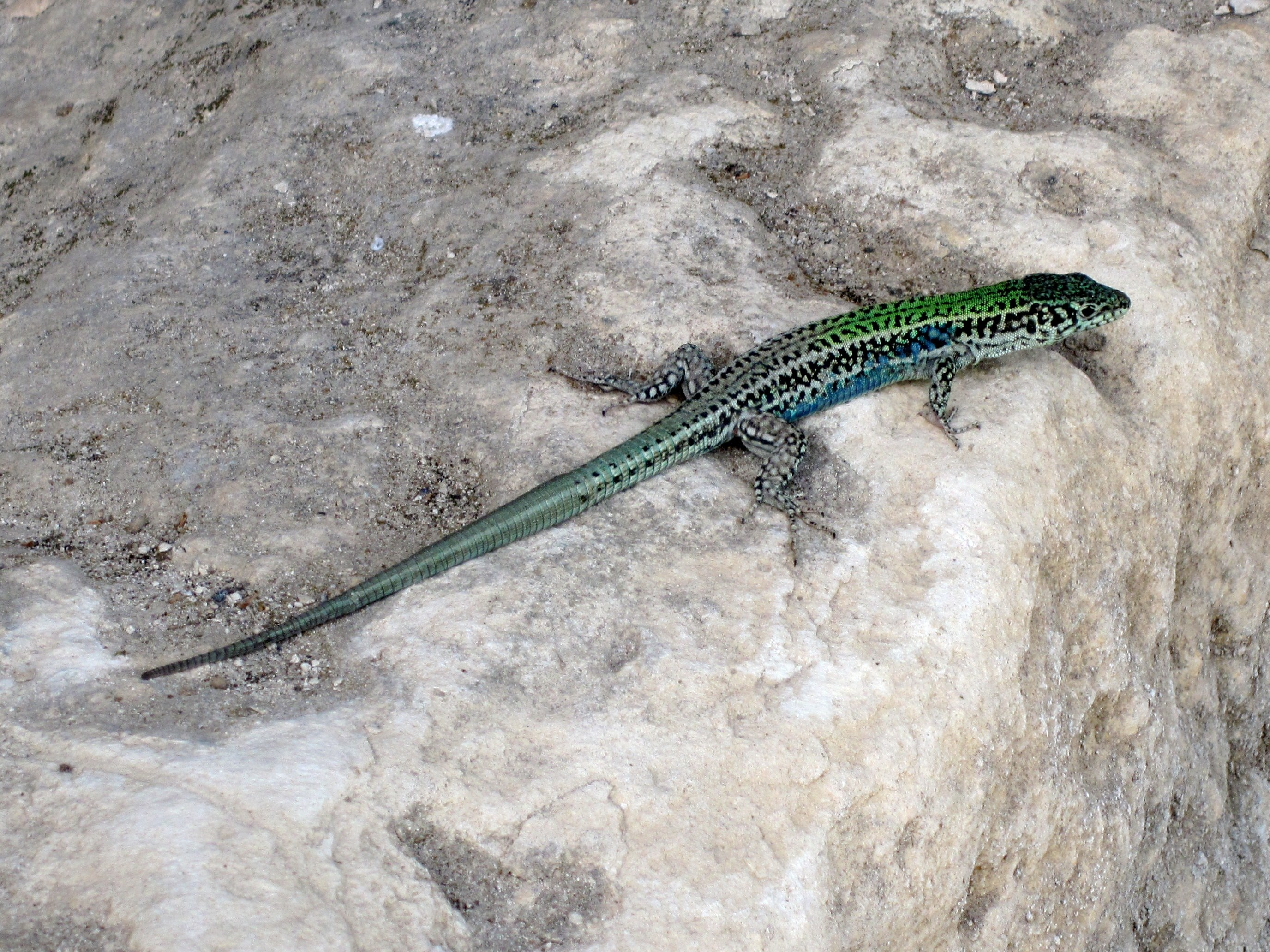

## Merkmale
Hochvariable Eidechsenart. Die nachfolgende Kennzeichnung bezieht sich auf die Populationen des Hauptvorkommens auf Kreta. Kleine, schlanke Eidechse mit oberseits hellbräunlich-grauer Grundfarbe und kontrastreicher Zeichnung. Die Männchen erreichen im Mittel eine Kopf-Rumpf-Länge von 65 mm, die Weibchen von 56 mm. Bei den Männchen ist der vordere Rücken oft leuchtend grasgrün. Sie haben kräftige dunkle Flecken auf dem Rücken und an den Flanken. Auf letzteren können diese zu einem Netzmuster zusammenfließen. Ein Mittelrückenstreifen fehlt fast immer. Die Weibchen sind unscheinbarer gefärbt, braungrau, mit breitem, durch weißliche Längsstreifen eingefassten dunkelbraunen Band an den oberen Flanken, auf denen sich dunkle und helle Flecken befinden. Der Mittelrückenstreifen ist höchstens leicht angedeutet. Häufig kommen blaugrünschwänzige Tiere vor. Beide Geschlechter weisen eine grünlich- bis weißlich-gelbe Unterseite auf, alte Männchen oft orangebraune. An der Unterkante des Rumpfes ist eine Reihe himmelblauer Flecken.
Die Tiere an den Südhängen der Lefka Ori sind deutlich größer. Die Männchen weisen im Mittel eine Kopf-Rumpf-Länge von 72 mm, die Weibchen eine von 58 mm auf. Ihre Oberseite ist oliv bis hellrötlich-grau gefärbt, die Unterseite beige, blass zitronengelb oder orangerot. Männchen mit leuchtend blauen Flecken an der Unterkante des Rumpfes und jederseits mit großem hellblauem Fleck in der Achselgegend. Weibchen sehr ähnlich den übrigen Tieren der Insel Kreta.

## Verbreitung
Die Art bewohnt die Insel Kreta und zahlreiche kleine Satelliteninseln in deren Umfeld. Auf Kreta nur punktuell in der Westhälfte, westlich einer Nord-Süd-Linie auf Höhe der Stadt Rethymno. Östlich davon kommt sie noch bei Iraklio vor.

## Lebensraum und Lebensweise
Von Meeresspiegelhöhe bis 2000 m über NN. Eine Bevorzugung von Buschvegetation in Bachschluchten und an feuchten Gräben wird angegeben, doch müssen Ökologie und Lebensweise dieser Art noch im Detail erforscht werden. Auf den Satelliteninseln kommt die Art z. T. in hohen Dichten vor. So wurde für das nur 1000 × 600 m große Eiland Paximada vor der Nordostküste Kretas ein Bestand von 10.000 bis 50.000 Tieren geschätzt, das wären umgerechnet 1,7–8,3 Tiere pro m².

## Gefährdung
Die IUCN listet die Art als stark gefährdet (endangered) mit einem sinkenden Populationstrend. Nach anderen Angaben kommt die Art zwar nur punktuell vor, ist dann aber durchaus häufig, weshalb eine Gefährdung nicht anzunehmen ist. Jedoch ist sie durch ihr relativ kleines Verbreitungsgebiet empfindlich gegenüber Veränderungen.